# ホワイトバス
ホワイトバス（学名：Morone chrysops）はモロネ科に分類される魚の一種。

## 分布
北アメリカ（アメリカ東部とカナダのセントローレンス川流域）を原産地とする。
アメリカ西部、メキシコ、トルコに移入分布する。

## 特徴
全長45cmで、体高がやや高い。銀白色の体には4-7本の縦線が入る。
本種とストライプドバスの雑種はサンシャインバスと呼ばれ、体側の側線が途切れているのが特徴となっている。
繁殖期は5月で、産卵数は約25万から100万粒ほど。

## 外来種問題
外来種として定着している地域では、希少な在来生物を捕食したりするなどの生態系破壊、そして水産上有用な魚類への経済被害が発生している。
イングランドやウェールズでは許可なく本種を保有したり、放流することが禁止されている。
日本では野生化はしていないものの、外来生物法により特定外来生物に2次指定されており、ブラックバスやブルーギルと同様に保有・放流などは原則禁止となっている。しかし、雑種であるサンシャインバスは日本でも管理釣り場などで利用されている（ただし、サンシャインバスも特定外来生物である）。